# عنخاف (نحت)
التمثال النصفي المصنوع من الحجر الجيري لعنخاف هو تمثال مصري قديم يعود تاريخه إلى عصر المملكة المصرية القديمة. يعتبر من عمل «سيد» الفن المصري القديم، ويمكن رؤيته في متحف الفنون الجميلة في بوسطن. رقم الكتالوج الخاص به هو Museum Expedition 27.442.

## وصف
يُصور رجلًا ناضجًا ومن المحتمل أنه تم صنعه في عهد خفرع (حوالي 2520 - 2494 قبل الميلاد). واحدة من أقدم - وحتى بعد أربعة آلاف ونصف عام، وما زالت من بين أرقى - صور منحوتة حقيقية ، فهي تكاد تكون تصويرًا غير مسبوق للسمات غير المثالية لرجل حقيقي. تعد المنحوتات التي تصور التشابه الحقيقي للأشخاص (بدلاً من الرسوم عالية الأسلوب) نادرة في الفن المصري القديم، قبل وبعد إنشاء تمثال عنخاف النصفي. يغطي الجص قلب من الحجر الجيري، تم طلاؤه باللون الأحمر، وهو اللون الذي يُعطى عادة للذكور في كل من المنحوتات والنقوش البارزة (عادة ما تكون أشكال النساء مطلية باللون الأصفر). الوجه صارم، مع فم متفاوت قليلاً مما يجعله يبدو وكأنه يبتسم من جانب، وبعيدًا عن الجانب الآخر. هناك تدلي طفيف في الجفون، التي كانت عيونها مطلية باللون الأبيض مع تلاميذ بني. كان للصورة ذات يوم لحية وأذنان ، تم قطعهما في العصور القديمة مع جزء من أنف الشكل.

## موقع الاكتشاف
تم اكتشاف التمثال النصفي في قبره، المثبت داخل مصلى صغير موجهة نحو الشرق وتواجه مدخل المصلى. ربما تم نحت ذراعيه على القاعدة الصغيرة التي كان يجلس عليها، على الرغم من ضياعها. كان من الواضح أنه كان في يوم من الأيام محور عبادة جنائزية، حيث سحق التمثال النصفي العديد من الأواني الفخارية الصغيرة من النوع المستخدم لتقديم القرابين عندما سقط في العصور القديمة من قاعدته.

## طريقة الاكتشاف
تم اكتشاف التمثال النصفي في عام 1925 من خلال بعثة استكشافية في المتحف بتمويل مشترك من متحف الفنون الجميلة في بوسطن وجامعة هارفارد، وبموجب عقد ذلك الوقت، كانت هذه القطعة الرائعة ستعثر عادةً على منزل في المتحف المصري في القاهرة. إلا أن هذه القطعة نالت شكرًا على العمل المكثف الذي قامت به هذه الحملة واكتشاف القبر الملكي السليم للملكة حتب حرس، التي كانت عمة عنخاف، أخت والده. في الآونة الأخيرة، طلب زاهي حواس، رئيس المجلس الأعلى للآثار في مصر، إعادة هذه القطعة إلى مصر، باعتبارها واحدة من خمسة عناصر رئيسية تنتمي إلى التراث الثقافي في مصر، وهي قائمة تشمل أيضًا تمثال نصفي لنفرتيتي في متحف برلين المصري، وتمثال لمهندس الهرم الأكبر حم إيونو في متحف رومر-بيليزيوس في هيلدسهايم، ألمانيا، وزودياك معبد دندارا في متحف اللوفر بباريس.

## معرض الصور

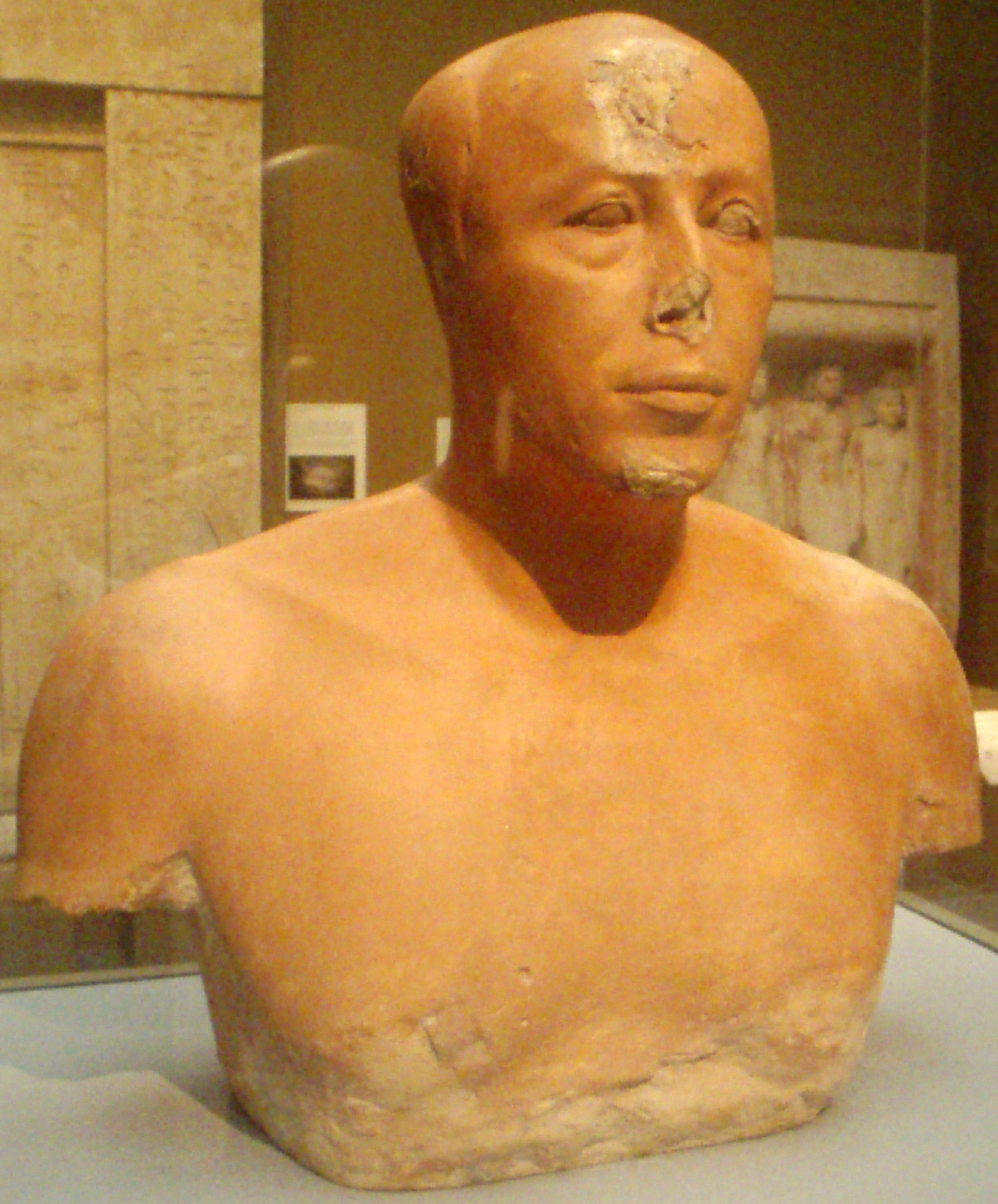
تمثال نصفي للأمير عنخاف يظهر في صورة جزئية من يمينه، معروض في متحف الفنون الجميلة في بوسطن
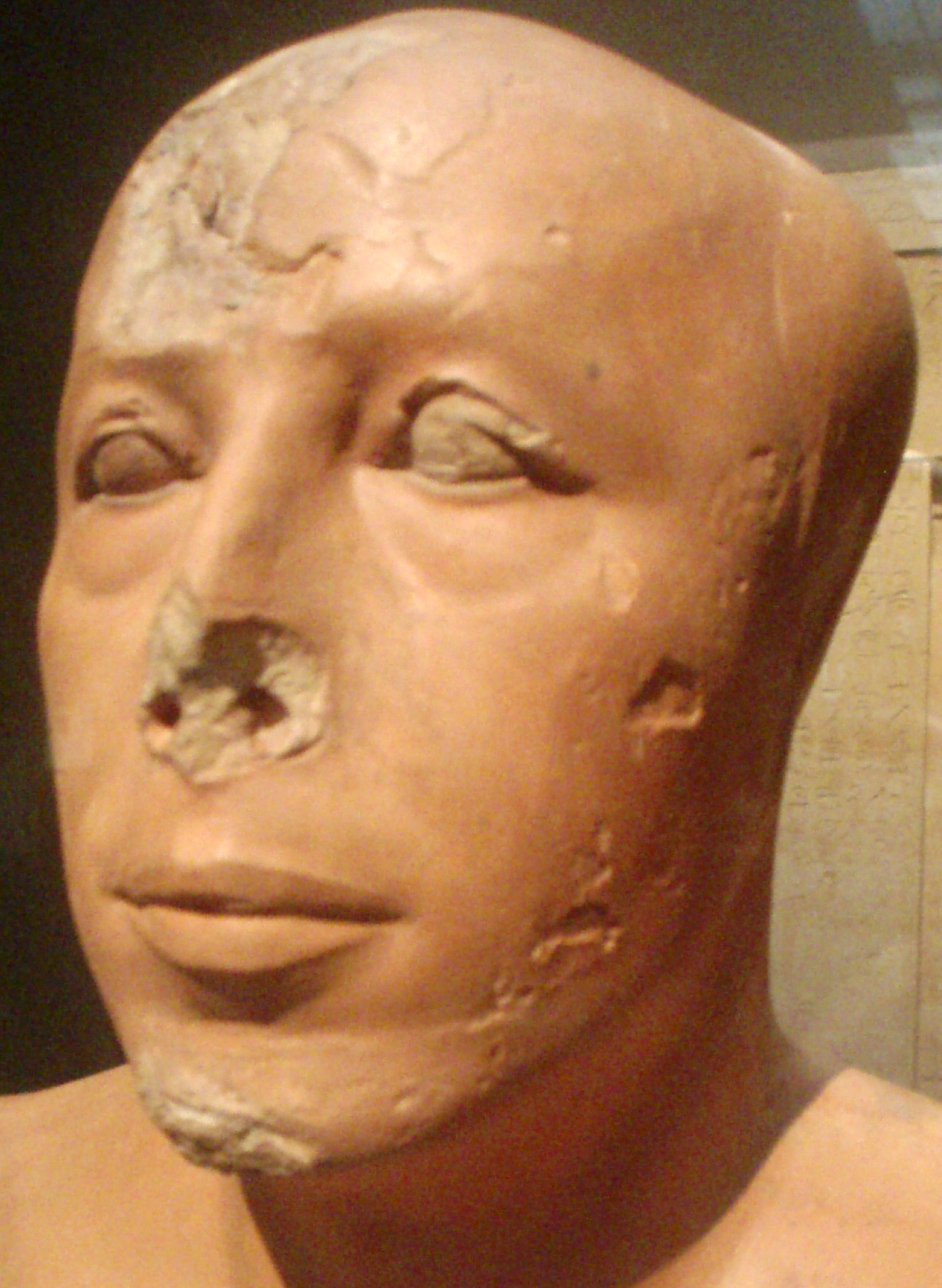
تمثال نصفي للأمير عنخاف يُرى عن قرب وفي صورة جزئية من يساره، معروض في متحف الفنون الجميلة، بوسطن
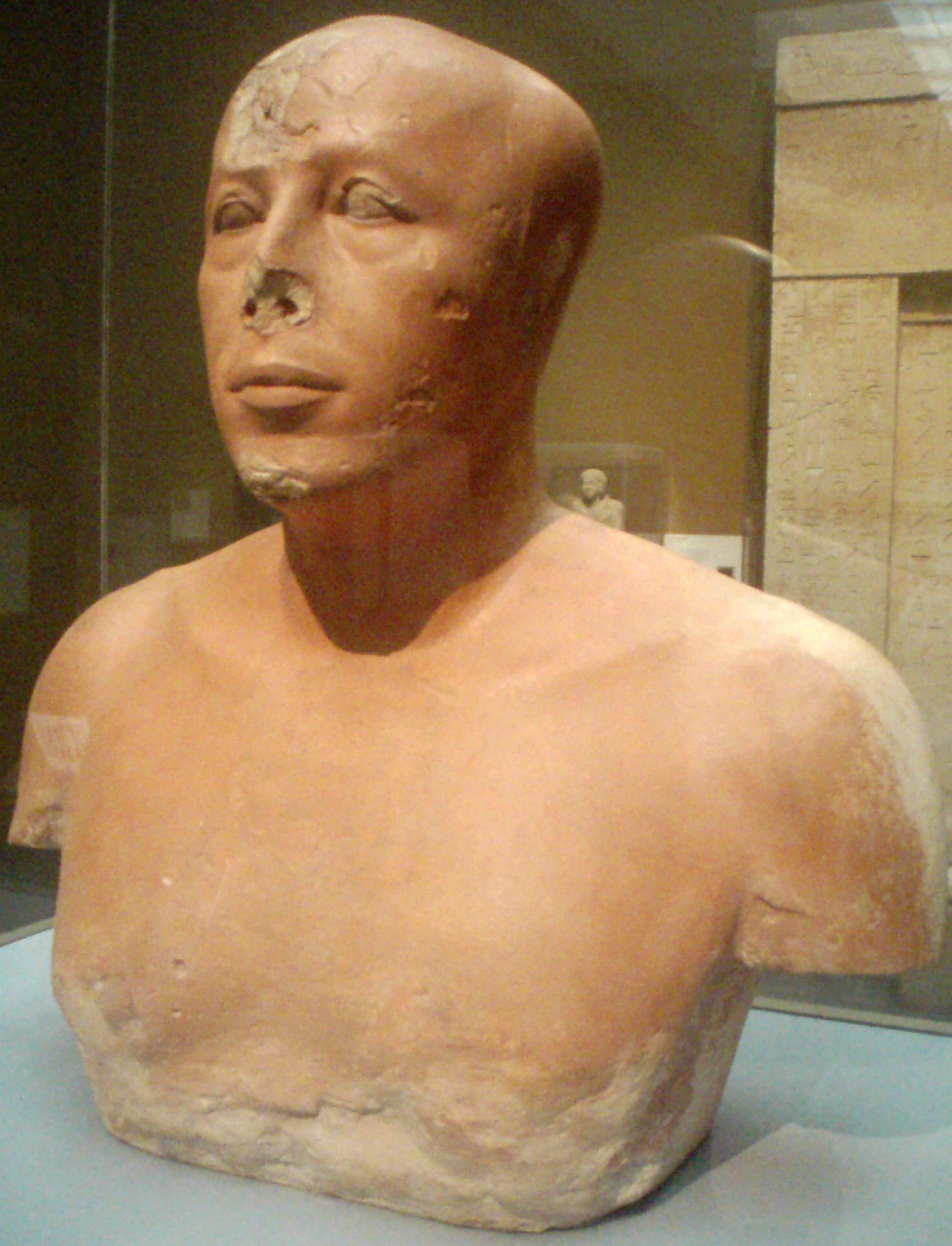
تمثال نصفي للأمير عنخاف يُرى بشكل جزئي من يساره، معروض في متحف الفنون الجميلة في بوسطن